# Municipio 1 (Arkansas)
El municipio de Township 1 (en inglés: Township 1 Township) es un municipio ubicado en el condado de Benton en el estado estadounidense de Arkansas. En el año 2010 tenía una población de 13223 habitantes y una densidad poblacional de 38,98 personas por km².

## Geografía
El municipio de Township 1 se encuentra ubicado en las coordenadas 36°24′44″N 93°58′47″O / 36.41222, -93.97972. Según la Oficina del Censo de los Estados Unidos, el municipio tiene una superficie total de 339.2 km², de la cual 300.97 km² corresponden a tierra firme y (11.27%) 38.23 km² es agua.

## Demografía
Según el censo de 2010, había 13223 personas residiendo en el municipio de Township 1. La densidad de población era de 38,98 hab./km². De los 13223 habitantes, el municipio de Township 1 estaba compuesto por el 93.05% blancos, el 0.2% eran afroamericanos, el 1.52% eran amerindios, el 0.64% eran asiáticos, el 0.14% eran isleños del Pacífico, el 2.84% eran de otras razas y el 1.6% pertenecían a dos o más razas. Del total de la población el 7.58% eran hispanos o latinos de cualquier raza.